# أولاد سعيد مومن (أولاد احميتي)
أولاد سعيد مومن هو دُوَّار يقع بجماعة أولاد سعيد، إقليم سطات، جهة الدار البيضاء سطات في المملكة المغربية. ينتمي الدوّار لمشيخة أولاد احميتي التي تضم 10 دواوير. يقدر عدد سكانه بـ 460 نسمة حسب الإحصاء الرسمي للسكان والسكنى لسنة 2004.

## روابط خارجية
- البوابة الوطنية للجماعات الترابية
- المندوبية السامية للتخطيط